# C.S.A.: The Confederate States of America
C.S.A.: The Confederate States of America es un falso documental dirigido por Kevin Willmott, protagonizado por Evamarii Johnson, Rupert Pate, Larry Peterson, y estrenado en 2004. Pretende dar una visión de cómo sería Estados Unidos y el mundo si los Estados Confederados de América hubieran ganado la guerra de Secesión (1861-1865). Desde este punto de vista, satiriza los acontecimientos más importantes de la historia reciente de Estados Unidos y su cultura, centrándose en el racismo y la esclavitud. Fue puesto a la venta en DVD el 8 de agosto de 2006.

## Sinopsis
En un presente actual el bando confederado ganó la guerra de Secesión y la esclavitud es legal en el territorio nacional confederado (que abarca el territorio de los Estados Unidos actuales y se extiende por gran parte del continente americano). Así comienza un viaje por la historia de los Estados Confederados de América, actual primera potencia mundial. Un viaje lleno de tragedias y éxitos, escándalos y luchas raciales visto a través de la televisión, el cine y los anuncios de unos Estados Confederados de América adaptados a la actualidad. Retrocedemos a 1865, cambiando el ganador de la guerra. Ahora es el sur el que dirige el país y el expresidente Abraham Lincoln tiene que huir a Canadá. Se disfraza de negro para pasar desapercibido pero es capturado y tratado como un criminal de guerra.
Anexionado el norte, el presidente Jefferson Davis coloca la bandera confederada en la Casa Blanca. Se ha creado una nueva nación, un exuberante «imperio tropical» que entre los primeros años del siglo XX y finales de la década de los cuarenta, se expande por Latinoamérica y México defendiendo la esclavitud y los valores de superioridad racial de los blancos frente a los esclavos negros.

## Resumen

### Guerra y rebelión
En una historia alterna de los Estados Unidos, los "Estados Confederados de América" se forman después de que el republicano Abraham Lincoln es elegido presidente en las elecciones de 1860, debido a los temores sobre la disolución de la propiedad de los negros. Se relacionan con la Unión en "La Guerra de la Agresión del Norte". Después de la victoria de la Unión en la batalla de Antietam, el presidente Lincoln emitió una proclamación revolucionaria titulada "Proclamación de Emancipación", pero, dentro de esta realidad ficticia, la proclamación fracasó.
El presidente Confederado, Jefferson Davis, aprovechó esta oportunidad para contrarrestar la proclamación y enviar al político Judah P. Benjamin para persuadir a la Confederación de la ayuda militar y financiera del Reino Unido y Francia en su lucha contra la Unión. Benjamin también promovió la "Causa del Sur de los Derechos de los Estados" que proclama que los sureños tienen el derecho de tener propiedad privada, la abolición de la esclavitud queda sin resolver. Finalmente, después del éxito de la táctica de Benjamin, los confederados -con la ayuda de las fuerzas británicas y francesas- pudieron ganar la batalla de Gettysburg, capturar Washington D. C. y hacerse cargo de la Casa Blanca unos meses más tarde, pero Lincoln escapa.
El general de la Unión Ulysses S. Grant se rinde al general confederado Robert E. Lee el 9 de abril de 1864 (exactamente un año antes de la fecha de la rendición real de Lee a Grant en Appomattox), terminando efectivamente la Guerra Civil. La búsqueda del ahora depuesto presidente Lincoln (ahora disfrazado de negro) y la abolicionista Harriet Tubman se lleva a cabo, y ambos son finalmente capturados, lo que se convirtió en el tema principal de la película ficticia de 1915 de D. W. Griffith, The Hunt for Dishonest Abe, y muestra un humorístico recreación del intento fallido de fuga de Lincoln y Tubman. Lincoln fue juzgado rápidamente por crímenes de guerra contra la Confederación y fue encarcelado en Fortress Monroe, Virginia, donde vio la ejecución de Tubman desde su celda. En 1866, Lincoln, frágil y flaco por su sentencia de dos años- es indultado por completo por el presidente Davis y exiliado a Canadá, donde permanece hasta que muere en junio de 1905 a la edad de 96 años, casi completamente olvidado en la historia.
Poco antes de su muerte, Lincoln se lamenta, en una entrevista, de no haber convertido la Guerra Civil en una batalla para acabar con la esclavitud, y se culpa por ello. También espera que las personas de color de Estados Confederados ganarán independencia, pero lamenta no vivir lo suficiente como para verlo suceder.

### Reconstrucción
Después de que terminó la guerra, la victoria del Sur fue la causa de una celebración inmensa, con muchas plantaciones que dieron la bienvenida a las tropas a un estilo de vida ahora "bendito y triunfante". Después de que los soldados confederados se movieron hacia el este, asaltando Nueva York y Boston, la Confederación -con un trazo de pluma- se anexiona el resto de los Estados Unidos, cambia el nombre de la nación a los "Estados Confederados de América" y suprime todos los viejos símbolos estadounidenses y los reemplaza por los suyos: la bandera nacional se cambia de la bandera tradicional de EE. .UU a la bandera de la armada naval confederada; el dólar de los Estados Confederados de América se convierte en la moneda dominante de los Estados Confederados; y el himno nacional ha cambiado de "The Star-Spangled Banner" a "Dixie", cuyo compositor Dan Emmett, irónicamente, era norteño.
Después de dejar Richmond, Virginia y mudarse a la Casa Blanca, el presidente Davis enfrenta dificultades para inducir al Norte a aceptar la institución de la esclavitud, hasta que John Ambrose Fauntroy I introduce un impuesto que se alivia con la compra de esclavos, y Samuel A. Cartwright, cuyas teorías dominan la ciencia médica confederada, "descubre" una enfermedad ficticia que hace huir a los esclavos y declara ganado a los esclavos. Tras el éxito del nuevo impuesto sobre esclavos, 20 000 ex ciudadanos estadounidenses, la mayoría de ellos norteños (por ejemplo, Wendell Phillips, Mark Twain, Susan B. Anthony, Henry David Thoreau, Ralph Waldo Emerson y William Lloyd Garrison, entre otros) dirigieron un éxodo de Estados Confederados a Canadá. Canadá, junto con la colonia rusa de Alaska, pudo mantenerse libre de Estados Confederados y pronto se convirtió en el hogar de abolicionistas refugiados, esclavos fugitivos y antiguos ciudadanos de los Estados Unidos y, gracias a los esfuerzos de Garrison y Frederick Douglass para convencer al Parlamento canadiense y al primer ministro canadiense John A. Macdonald de no repatriar esclavos escapados, juntos formó una organización conocida como la "Asociación Nacional para el Avance de las Personas Chattel" (NAACP). El fuerte odio de NAACP, Canadá, y la "Injusticia Roja Canadiense" dentro de Estados Confederados data del final de la Guerra de Agresión del Norte y el comienzo de la Reconstrucción por la pérdida masiva de sus esclavos, que buscaban a Canadá como libertad y asilo de Estados Confederados.
Junto con la Injusticia Roja Canadiense, los esfuerzos de reconstrucción para los Estados Confederados demuestran ser un desafío para los pioneros, los buscadores de oro, los Indios Orientales, cuya guerra duró casi 30 años, y el ferrocarril que se expandía desde el sur hacia las Grandes Llanuras. En la década de 1890, se tomó la decisión de esclavizar también a los trabajadores inmigrantes chinos de la Costa Oeste. En 1895, el gobierno de los Estados Confederados, que no separa a la Iglesia del Estado por temor a más esclavos extranjeros y sus creencias religiosas en contraste con los Estados Confederados, prohíbe todas las religiones no cristianas. Después de mucho debate, la Iglesia católica se clasifica como una religión cristiana. Originalmente, el judaísmo también está prohibido, pero un moribundo Jefferson Davis, citando la contribución crucial del judío Judah P. Benjamin, persuade al Congreso de permitir que algunos judíos permanezcan en una reserva (similar a una patria sudafricana) en Long Island.

### Una "pequeña guerra espléndida"
A comienzos del siglo XX, los Estados Confederados de América terminaron la Reconstrucción y comenzaron una campaña expansionista para reclamar al Hemisferio Occidental como parte de su "Círculo Dorado", con solo Alaska y Canadá libres de ser estados clientes de Estados Confederados. Comenzaron con Cuba, Haití, la República Dominicana y el resto de las islas del Caribe durante la versión ficticia de la guerra hispanoamericana, y luego pasaron a anexarse por completo a México y América Central. Después de la anexión de México, los confederados adoptaron el sistema "Jim Crow" para dividir a los confederados -que ahora gobiernan el país- y los mexicanos. Los confederados vieron que la conquista de América del Sur sería la "pieza preciada" de la nación, pero resultaría difícil debido a la intensidad de la voluntad de los sudamericanos de mantenerse independientes de los confederados invasores. Los confederados creían en una búsqueda ordenada y divina, que recuerda al Destino Manifiesto, por la dominación mundial.

### La Gran Depresión y la Segunda Guerra Mundial
En 1929, con México, Centroamérica y Sudamérica, Haití, Cuba, la República Dominicana y el Caribe forman parte de su "creciente imperio" de su campaña expansionista, Estados Confederados fue golpeado por la crisis económica de 1929, forzándolos a retirarse al aislacionismo, pero se libera reviviendo el comercio transatlántico de esclavos con nuevos esclavos africanos proporcionados por líderes africanos colaboracionistas que esclavizan a miembros de otras tribus y venden en el estado confederado de Liberia.
Durante la Segunda Guerra Mundial, Estados Confederados se hizo amistosa con la Alemania nazi y sus ideologías llamándolas "biológicamente correctas", pero no estuvo de acuerdo con la "Solución final" de Adolf Hitler para un continente ario puro, esperando explotar razas no blancas como mano de obra esclava en lugar de asesinarlos. Estados Confederados acepta permanecer neutral en cualquier guerra alemana. Sin embargo, Estados Confederados se vuelve hostil con Japón, viendo su expansionismo como una amenaza para toda la región de la costa del Pacífico. En la mañana del 7 de diciembre de 1941 (fecha del ataque real a Pearl Harbor), Estados Confederados ataca dos bases navales japonesas y bombardea la ciudad de Kioto como el golpe inicial en una guerra contra el "Peligro Amarillo". Los líderes confederados suponen que Estados Confederados ganará fácilmente la guerra, juzgando a los japoneses como pequeños y débiles en estatura física, además de no ser blancos, pero -al igual que su campaña en Sudamérica- los japoneses demostraron ser un intenso desafío para vencer.
Durante la guerra, el ejército confederado sufre pérdidas masivas y trata de resolver su escasez de mano de obra mediante el reclutamiento de un regimiento negro prometiendo a los esclavos su libertad si pelearan (lo que luego se revela como una mentira sin explicación). Este regimiento recibe las misiones más peligrosas y sufre muchas bajas, pero se gana el respeto de los oficiales blancos. La guerra se gana usando la bomba atómica. La guerra europea todavía termina en la derrota de los nazis, aunque con muchas más bajas soviéticas. Iósif Stalin expande el control sobre toda la Europa continental y apoya la celebración de sus colonias con excepción del Imperio británico (gracias a Canadá).

### Guerra fría con Canadá
Durante la década de 1950, Estados Confederados sufre los efectos del "Abolicionismo" (análogo al Susto Rojo) y los ataques violentos de un grupo escindido de NAACP llamado el "John Brown Underground" (JBU). Para salvaguardar y contrarrestar los temores del abolicionismo y la Injusticia Roja Canadiense, Estados Confederados erige un muro de barrera a lo largo de toda la frontera con Canadá llamado "Cortina de Algodón" (en referencia al Telón de Acero de la vida real) para dividir a Estados Confederados de Canadá. Después de una serie de ataques abolicionistas y neutralidad de Estados Confederados en la Segunda Guerra Mundial y amistad con la Alemania nazi, la Europa continental y sus colonias de ultramar-ahora bajo control soviético-imponen sanciones comerciales internacionales y embargos sobre Estados Confederados, forzando a la nación al aislamiento una vez nuevamente dejando a Sudáfrica como la única colonia del Imperio Británico en comerciar con Estados Confederados.

### Una nueva frontera
En las elecciones de 1960, cuando solo el 29% de los votantes aprueba la esclavitud, el republicano católico John F. Kennedy es elegido presidente de Estados Confederados sobre el demócrata Richard Nixon. Sin embargo, la política exterior como la Crisis de los Misiles de Terranova lo distrae y no puede implementar su agenda doméstica. También a lo largo de la década de 1960, la guerra de Vietnam se menciona brevemente como una "campaña expansionista" de Estados Confederados, también las mujeres exigieron el derecho a tener control sobre sus vidas y Canadá se convirtió en la capital cultural del mundo con las contribuciones de los afroamericanos y otros exiliados (Elvis Presley, después de haber sido encarcelado durante un tiempo, huye allí), mientras que la cultura de Estados Confederados nunca evoluciona más allá de su propaganda. Canadá también derrota continuamente a Estados Confederados en los Juegos Olímpicos, que llevaron al congreso confederado a incluir esclavos en los deportes, formando sus primeros juegos de campeonato de la Liga de Fútbol de Estados Confederados. Esto ilustró el momento de romper la barrera del color y apoyar el movimiento de Kennedy para emanciparse. Pero antes de que este movimiento se pusiera en marcha, el presidente Kennedy fue asesinado. El asesinato de Kennedy desmanteló completamente las esperanzas de emancipación y que las mujeres obtuvieran el voto. Los esclavos de todo el país se rebelaron con furia y represalias, incluidos los disturbios de Watts, como resultado directo del asesinato de Kennedy. En la década de 1970, la Revolución Social fue aplastada y muchos temieron que la "Edad de Oro" de Estados Confederados hubiera terminado.

### Actualidad
A comienzos de la década de 1980 y la década de 1990, la Confederación ha dejado en gran medida de dudas sobre los años que comenzaron con la muerte del presidente Kennedy y continuaron a lo largo de los años setenta. El senador demócrata John Ambrose Fauntroy V presenta programas que devuelven a la Confederación a sus antiguos valores bíblicos protestantes del sur, como los maridos que golpean a sus esposas y la intolerancia hacia los homosexuales. Los documentalistas piden al senador (y candidato presidencial) Fauntroy V que organice una entrevista con algunos esclavos, pero queda claro que los esclavos han sido entrenados. Sin embargo, se les envía clandestinamente una nota en la que se les ordena que conozcan a un hombre negro llamado Big Sam (anteriormente identificado como el líder fugitivo del JBU-John Brown Underground). Big Sam, a su vez, los lleva a Horace, un esclavo de toda la vida de Fauntroy, que alega que Fauntroy V es en parte negro, que comparte un ancestro esclavo común. Las acusaciones raciales le costaron a Fauntroy V las elecciones presidenciales; un mes después, el senador se suicida el 12 de diciembre de 2002. La narración dice que las pruebas de ADN fueron "negativas" para el político fallecido, aunque si esto confirma o niega las acusaciones queda abierto.

### Línea del tiempo ampliada
El sitio web oficial de la película contiene una línea de tiempo ampliada de la historia de Estados Confederados, que presenta eventos no cubiertos en el documental. La línea de tiempo identifica al asesino del presidente William McKinley como un abolicionista en lugar de Leon Czolgosz, un anarquista. Estados Confederados logra avanzar en tecnología espacial al contrabandear a ex científicos nazis fuera de Alemania antes de su ocupación por la Unión Soviética. Rosa Parks es identificada como una terrorista canadiense y miembro del Partido Pantera Negra. Richard Nixon finalmente es elegido presidente confederado por derecho propio después de perder las elecciones de 1960 ante Kennedy. Durante su presidencia, Nixon viaja a China en 1972, conversa con el gobierno chino, lo que abre el camino para campos de trabajo dirigidos por confederados en China, lo que a su vez resulta en la fabricación e importación de productos más baratos desde China. Sin embargo, ese año, el 17 de junio, cinco hombres fueron atrapados colocando grifos de alambre en el Hotel Watergate para espiar al Comité Nacional Confederado. A medida que avanzaba la investigación, se hizo evidente que las órdenes venían de arriba. Hasta qué punto no estaba claro hasta que una misteriosa fuente anónima (y posible), usando el nombre en clave "Dark Throat", le informó al CBI que Nixon dio la orden de colocar los grifos. Bajo la presión de la prensa y la investigación de CBI sobre el escándalo de Watergate, Nixon se vio obligado a renunciar a la presidencia el 8 de agosto de 1974 (como en la vida real). Durante su discurso de renuncia, recordó al público: "¡No soy negro!". El intento fallido de asesinato del Papa Juan Pablo II en 1981 ocurre en la ciudad de Nueva York en lugar de la Plaza de San Pedro, y el atacante es un bautista del sur de Tennessee llamado Maynard Brimley. A pesar de que el Papa visitaría a Brimley en prisión para perdonarlo por sus acciones, Brimley fue juzgado y ejecutado, en parte para aplacar la presión internacional. La guerra del Golfo hace que Kuwait se convierta en un territorio estadoconfederadense. En 1995, Tim McVeigh explota el Jefferson Memorial en lugar del Edificio Murrah en Oklahoma City; su ejecución se transmite en pago por visión a alta audiencia. La guerra en Afganistán y las posteriores intervenciones estadounidenses en el Medio Oriente se conocen como las "1.ª y 2.ª Cruzadas", con el objetivo de erradicar la "Amenaza musulmana" derrocando a los gobiernos islámicos, asumiendo sus reservas de petróleo y convirtiendo toda la población del Medio Oriente al cristianismo.